# Шершни (Житомирская область)
Шершни́ (укр. Шершні) — село в Иршанской поселковой общине Житомирской области Украины, основано в 1583 году.
Код КОАТУУ — 1822386801. Население по переписи 2001 года составляет 380 человек. Почтовый индекс — 11581. Телефонный код — 4142. Занимает площадь 1,931 км².